# 프라이데이 나이트 라이츠 (드라마)
프라이데이 나이트 라이츠(Friday Night Lights)는 2006년 10월 3일부터 2011년 2월 9일 NBC에서 방영된 드라마이다.

## 캐스트
- 카일 챈들러 - 에릭 테일러 (Eric Taylor)
- 코니 브리튼 - 타미 테일러 (Tami Taylor)
- 에이미 티가든 - 줄리 테일러 (Julie Taylor)
- 자크 길퍼드 - 맷 새러슨 (Matt Saracen)
- 제시 플레먼스 - 랜드리 클라크 (Landry Clarke)
- 테일러 키치 - 팀 리긴스 (Tim Riggins)
- 아드리앤 팰리키 - 타이라 콜레트 (Tyra Collette)
- 스콧 포터 - 제이슨 스트리트 (Jason Street)
- 밍카 켈리 - 라일라 개리티 (Lyla Garrity)
- 가이우스 찰스 - 브라이언 윌리엄스 (Brian Williams)
- 맷 로리아 - 루스 캐퍼티 (Luke Cafferty)
- 마이클 B. 조던 - 빈스 하워드 (Vince Howard)
- 저니 스몰렛 - 제시 메리웨더 (Jess Merriweather)
- 매디슨 버지 - 베티 스프롤스 (Becky Sproles)
- 그레이 데이몬 - 해스팅스 러클 (Hastings Ruckle)